# Serdar Ortaç

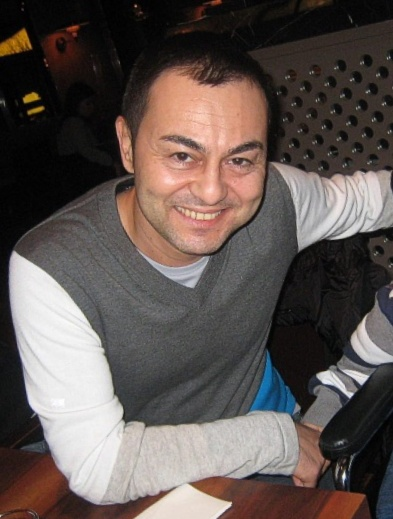
Serdar Ortaç, 2014

Serdar Ortaç (* 16. Februar 1970 in Istanbul) ist ein türkischer Sänger, Songschreiber und Komponist der türkischen Popmusik.

## Biografie
Nach dem Besuch der Grundschule Kocamustafapaşa und der Mittelstufe im Suadiye Lisesi machte Serdar eine schulische Berufsausbildung im Handwerk. Danach schrieb Serdar sich im Studiengang Amerikanistik an der Bilkent-Universität in Ankara ein, brach das Studium aber ab.
Für ein Jahr produzierte und moderierte Serdar für einen privaten Radiosender in Istanbul. Während dieser Zeit wurde ein Plattenproduzent auf Serdar aufmerksam und vermittelte einen Plattenvertrag mit dem in der Türkei bekannten Musiklabel RAKS.
Im Jahr 1999 verbrachte er 54 Tage im Gefängnis, nachdem er versuchte, den Militärdienst aufgrund eines Betruges teilweise oder vollständig zu umgehen. Im November 2024 wurde er festgenommen wegen des Verdachts der Förderung illegaler Wetten. Anschließend verhängte ein zuständiges Gericht Hausarrest gegen den Sänger.
In seiner bisherigen Musiklaufbahn machte er mit zahlreichen Hits wie Karabiberim, Asrın Hatası, Bilsem Ki, Beni Unut, Canıma Minnet, İsmi Lazım Değil, Sor, Dansöz, Mesafe, Şeytan, Poşet, Mikrop, Balım oder İki Deli auf sich aufmerksam.
Von 2014 bis 2019 war er mit dem irischen Model Chloe Loughnan verheiratet.
In den Jahren 2022 und 2023 erschien in zwei Teilen das Tributealbum Serdar Ortaç Şarkıları, welches die bekanntesten Songs von Ortaç enthält, die von anderen türkischen Musikern gesungen werden. Hierzu zählen unter anderem Derya Uluğ, Demet Akalın, Edis, Gülşen, Reynmen, Semicenk oder Aleyna Tilki.

## Diskografie
Alben
- 1994: Așk İçin
- 1996: Yaz Yağmuru
- 1998: Gecelerin Adamı
- 1999: Bilsem Ki
- 2002: Okyanus
- 2004: Çakra
- 2006: Mesafe
- 2008: Nefes
- 2010: Kara Kedi
- 2012: Ray
- 2014: Bana Göre Aşk
- 2015: Çek Elini Kalbimden
- 2016: Gıybet
- 2017: Cımbız

Remixalben
- 2007: Gold Remix
- 2009: Gold Remix 2009
- 2011: Gold Remix 2011
- 2015: Serdar Bizi Diskoya Götür

Kompilationen
- 2001: Sahibinin Sesi Remix
- 2004: Serdar Ortaç Klasikleri

Livealben
- 2023: Akustik, Vol. 1
- 2023: Akustik, Vol. 2

EPs
- 1997: Loco Para Amar

Singles
| - 1994: Karabiberim (Original: Hanan - Estana) - 1994: Aşkın Kitabı - 1994: Zakkum - 1994: Hadi Git - 1994: Değmez - 1996: Nar Çiçeğim - 1996: Yaz Yağmuru - 1996: Ben Adam Olmam - 1996: Yaz Günü - 1996: Sana Uzandım - 1997: Gamzelim - 1998: Mutsuzsun (Cameoauftritt von Ebru Gündeş) - 1998: Nereye - 1998: Karagözüm - 2000: Asrın Hatası (Hintergrundstimme: Pınar Kobak) - 2000: Bilsem Ki (Hintergrundstimme: Pınar Kobak) - 2000: Yar Diye Diye - 2000: Seninki - 2002: Kabahat - 2002: Geceleri Yakıp - 2004: Beni Unut (Original: Sotis Volanis - Poso Mou Leipei) - 2004: Canıma Minnet - 2004: İsmi Lazım Değil - 2006: Sor (Original: Son de Sol - Brujería) - 2006: Dansöz (Hintergrundstimme: Pınar Kobak) - 2007: Gitme - 2007: Mesafe - 2007: Korkma Kalbim (mit Bengü) - 2007: Gelde - 2008: Şeytan - 2008: Gram - 2008: Heyecan - 2008: Ayrılmam - 2008: Düşman (mit Hadise; Original: Joana - Zemrën ndeze) - 2008: Nefes - 2009: Sana Değmez - 2009: Bu Da Geçer - 2009: Hadi Çal - 2009: İki Gözüm - 2010: Poşet - 2010: İşim Olmaz - 2010: Gülün Rengi - 2010: Mikrop (Sample: Babi Minune – Sus Pe Mese) - 2010: Kara Kedi (Original: Fabrika – Мы Такие Разные) - 2010: Haksızlık (Original: Leonora Jakupi – Ky është fundi) - 2010: Kalp Boş (mit Nil Özalp) | - 2011: Benim Gibi Olmayacak (mit Tan Taşçı) - 2011: Kolayca - 2011: Elimle - 2011: Hile - 2011: Yeşil Su - 2012: Hayat İzi - 2012: Üzecek Adam Çok - 2012: Ne Bu Neşe - 2012: Hor Görme Şu Garibi - 2014: Yorum Yok (mit Erdem Kınay) - 2014: Kal Aklımda (mit Nil Özalp) - 2014: Tanrım - 2014: İzin Ver Aşkım - 2014: Bana Göre Aşk Yok - 2015: Konuş - Çek Elini Kalbimden - 2015: Balım (mit Otilia; Original: Paola - Ti Se Pianei) - 2015: Nankör - 2015: Dedin Yok - 2015: İki Deli (mit Hande Yener) - 2015: Bitti Demeden Bitmez - 2016: Rahvan - 2016: Gıybet - 2016: Abi - 2016: Sulu Göz - 2017: Nüans (mit Yasin Keleş) - 2017: Havalı Yarim (mit Yıldız Tilbe) - 2017: Yüzyılın Aşkı (mit Sinan Akçıl, Original: Dhurata Dora - Ayo) - 2017: Cımbız - 2018: Posta Güvercini - 2018: Bir Eşin Yok - 2018: Sürgün - 2019: Yadigar - 2020: Ok Çıkmış Yaydan - 2020: Biz İstemezsek - 2020: Süreyya - 2021: Yalnız Şehir - 2022: İlaç - 2023: Kim Bulmuş Aşkı - 2023: Pare Pare - 2023: Sen Aldırma - 2023: Ferhat - 2023: Jest Oldu - 2024: Söyle Ona - 2024: Aşk Böceği - 2025: Gözü Kör Olası - 2025: Kış Kış |

Gastbeiträge
| - 2003: Beni Unut (mit Arto) - 2004: 2-0-0-4 (mit Ümit Davala) - 2009: Su (mit Uğur Kirik) - 2010: Ne Zaman (mit Ahmet Şeker) - 2010: Bebeğim (mit Suat Aydoğan) - 2010: Sanırım (mit Andrea, Costi & Lennox Brown) - 2011: Diyemem (mit Yulduz Usmonova) - 2011: Pitam te posledno (mit Emanuela) - 2011: Yaptığınla Kalma Dünya (mit Ayhan Sicimoğlu) - 2015: Haber Gelmiyor Yardan (mit Bülent Serttaş) - 2016: Bilsemki (mit Safiye Soyman) - 2017: Seninki (mit Ferman Toprak) - 2017: Koy Gitsin (mit Yaşar Gaga) - 2018: Yaz Günü (mit Uğur Kirik) - 2018: Adı Üstünde (mit Belma Şahin) - 2018: Aşka Bağlan (mit Ömür Gedik) - 2019: Tagy Da (mit Ernar Aidar) | - 2020: Canı Sağolsun (mit Caroline) - 2020: Ağlamayacağım (mit Sinan Akçıl) - 2020: Sebepsiz Çiçek (mit Seçil Gür) - 2020: Gel De (mit Tarık İster) - 2020: Işığını Benimle Paylaş (mit Seçil Gür & Sen Çal Kapımı Oyuncuları) - 2021: Adalet (mit Kaan Yıldız) - 2022: Fırtına (mit Nihan Çelik) - 2023: Bilsem Ki (mit Mehmet Çevik) - 2023: Dansöz (mit Kylin Milan) - 2024: Mashup (mit Vefa Serifova) - 2024: Yok Aşktan Kaçış (mit Natali Deniz) - 2024: Ayrılmam (mit Mef) - 2024: Sana Değmez (mit Şeref Altınbaş) - 2025: Dön Aslanım (mit Pınar Darcan) - 2025: Yasemin (mit Burak Bulut) - 2025: Heyecan (mit Tefo & Seko) - 2025: Göçebe (mit Cakal) |

Produktionen/Songwritings (Auswahl)
- 1997: Padişah (von Sibel Can)
- 2000: Bensiz Olsun (von Fulden Uras)
- 2004: Bittim (von Demet Akalın)
- 2005: Evleneceksen Gel (von Seda Sayan)
- 2005: Tokat (von Ebru Destan)
- 2007: Büyüt İstersen (von Elif Turan)
- 2008: Harika (von Ebru Gündeş)
- 2008: Gezegen (von Bengü)
- 2009: İki Melek (von Bengü)
- 2009: Resim (von Ajda Pekkan)
- 2009: Bana Güneş Gibi Gel (von Yeşim Salkım)
- 2010: Hazan Yeri (von Merih Ermakastar)
- 2014: Aynı Aşklar (von Ebru Gündeş)

## Filmografie
- 2021: Menajerimi Ara

## Auszeichnungen
- 1995: Kral Türkiye Müzik Award in der Kategorie Bester Newcomer
- 1999: Altın Kelebek Award in der Kategorie Bester Pop-Sänger
- 2000: Kral Türkiye Müzik Award in der Kategorie Bester Pop-Musiker
- 2005: Kral Türkiye Müzik Award in der Kategorie Bester Pop-Musiker
- 2007: Kral Türkiye Müzik Award in der Kategorie Bestes Musikvideo (für Gitme)
- 2007: Altın Kelebek Award in der Kategorie Bestes Musikvideo (für Dansöz)
- 2007: Altın Kelebek Award in der Kategorie Bester Pop-Sänger
- 2009: Altın Kelebek Award in der Kategorie Bester Pop-Sänger
- 2009: Kral Türkiye Müzik Award in der Kategorie Bester Pop-Musiker